# Juan de Quiroga Fajardo
Juan de Quiroga Faxardo (Cehegín, 25 de enero de 1591-5 de junio de 1660) fue un dramaturgo y escritor español del Siglo de Oro.

## Biografía
Fue hijo de Gonzalo de Quiroga y Fabiana Faxardo y pasó su juventud en Madrid, donde vivieron sus padres y pasó más de diecisiete años, hasta 1624 al menos. Allí conoció y trató a Vicente Espinel, Lope de Vega, Francisco de Quevedo y Pedro Calderón de la Barca. Casó con Elvira de Niela y Bobadilla, y fue regidor del concejo y alcaide del castillo de Cehegín. Fue acusado de ordenar dos asesinatos; anduvo encarcelado y sufrió cuatro años de destierro de Cehegín, de los que volvió hacia 1658, dos años antes de su muerte, gracias al perdón de la hermana de la víctima.

## Obras
Escribió Canción fúnebre a la muerte de don Fernando Pimentel (un rector de la Universidad de Salamanca y archidiácono de la Catedral de Murcia del que fue gran amigo), el Tratado de las Voces Nuevas, y el uso de ellas, un discurso donde se muestra partidario del casticismo frente al culteranismo que introduce vocablos inusitados del latín (cultismos) e incluso del italiano en el español, atacando en especial a Juan de Tassis y Peralta, conde de Villamediana; casi un siglo después, fue intentado refutar por el padre Benito Jerónimo Feijoo en la trigésimo primera de sus Cartas eruditas y curiosas. Se le atribuyen además los autos sacramentales Auto alegórico de las astucias  contra las divinas profecías de Luzbel, El Cascabel del demonio y Triunfos de misericordia y la justicia vencida.